# Hilversum Challenger 2003
L'Hilversum Challenger 2003 è stato un torneo di tennis facente parte della categoria ATP Challenger Series nell'ambito dell'ATP Challenger Series 2003. Il torneo si è giocato a Hilversum in Paesi Bassi dal 21 al 27 luglio 2003 su campi in terra rossa.

## Vincitori

### Singolare
Martin Verkerk ha battuto in finale  John van Lottum con il punteggio di 6–3, 6–1

### Doppio
Mariusz Fyrstenberg /  Marcin Matkowski hanno battuto in finale  Fred Hemmes /  Mark Nielsen con il punteggio di 6–2, 7–5